# Spie (serie televisiva)
Spie (Snoops) è una serie televisiva statunitense in 13 episodi, dei quali 10 trasmessi per la prima volta nel corso di una sola stagione nel 1999 (gli ultimi tre episodi non furono più trasmessi nella stagione 1999-2000 negli Stati Uniti).

## Trama
Snoops si concentra su una non convenzionale agenzia di detective, la Glenn Hall, Inc., guidata da Glenn Hall (Gina Gershon). Il personale a sua disposizione include Roberta Young, una detective che fa di tutto per ottenere le soluzioni ai suoi casi, Manny Lot, mago della tecnologia, e Dana Plant, una ex detective della polizia di Santa Monica. Nel 12º episodio l'agente Suzanne Shivers si unisce al gruppo inizialmente per rintracciare un disco con importanti informazioni mentre Greg lascia a seguito della morte di Dana (avvenuta nell'11º episodio).

## Episodi
| Stagione       | Episodi | Prima TV USA |
| -------------- | ------- | ------------ |
| Prima stagione | 13      | 1999         |

## Personaggi e interpreti

### Personaggi principali
- Glenn Hall (13 episodi), interpretata da	Gina Gershon.
- Manny Lott (13 episodi), interpretato da	Danny Nucci.
- Roberta Young (13 episodi), interpretata da	Paula Jai Parker.
- detective Greg McCormack (13 episodi), interpretato da	Edward Kerr.
- Dana Plant (11 episodi, 1999), interpretata da	Paula Marshall.
- Michael Bench (3 episodi, 1999), interpretato da	Stephen Tobolowsky.
- Gary (2 episodi, 1999), interpretato da	Casey Biggs.
- Linda Jennings (2 episodi, 1999), interpretata da	Kate Hodge.
- Mr. Beels (2 episodi, 1999), interpretato da	Bob Morrisey.
- Caroline Beels (2 episodi, 1999), interpretata da	Emmy Rossum.
- Giudice (2 episodi), interpretato da	Paul Bartel.
- Suzanne Shivers (2 episodi), interpretata da	Jessalyn Gilsig.

### Guest star
- John Glover
- Stephen Tobolowsky
- Priscilla Barnes
- Casey Biggs
- D. B. Woodside
- Emmy Rossum nel ruolo di Caroline Beels
- Denise Crosby
- David E. Kelley in un cameo

## Produzione
La serie, ideata da David E. Kelley, fu prodotta da 20th Century Fox Television e David E. Kelley Productions e girata negli studios della 20th Century Fox a Los Angeles e a Manhattan Beach in California. Le musiche furono composte da Lisa Coleman e Wendy Melvoin.
Tra i registi della serie è accreditato Allan Arkush.
Anche se la serie aveva ottenuto buoni voti (Snoops ottenne una media di 11,5 milioni di spettatori), Kelly decise di cancellarla dopo che la ABC volle spostarla dal suo originario slot della domenica al giovedì in concorrenza con l'apprezzatissimo E.R. - Medici in prima linea. Solo dieci dei tredici episodi prodotti andarono in onda negli Stati Uniti, mentre gli ultimi tre episodi andarono in onda all'estero solo in seguito. L'episodio finale, Swan Chant, che fu riscritto da Kelley dopo l'annuncio della cancellazione, servì come finale della serie. La serie si conclude con Suzanne e Roberta che trovano un lavoro altrove e Glenn che lascia l'agenzia per andare in un tour musicale.

## Distribuzione
La serie fu trasmessa negli Stati Uniti nel 1999 sulla rete televisiva ABC (gli ultimi tre episodi non furono mai trasmessi). In Italia è stata trasmessa dal 2001 su Canale 5 con il titolo Spie.
Alcune delle uscite internazionali sono state:
- negli Stati Uniti il 26 settembre 1999 (Snoops)
- in Canada il 25 settembre 1999
- in Finlandia il 3 giugno 2000 (Eliittietsivät)
- in Norvegia il 26 giugno 2000
- in Italia (Spie)
- in Francia il 3 settembre 2000 (Snoops)
- in Germania il 27 dicembre 2000 (Snoops - Charmant und brandgefährlich)
- in Portogallo il 17 aprile 2001
- in Ungheria l'8 giugno 2001
- in Australia il 11 dicembre 2001
- in Svezia il 14 novembre 2003